# Giovanni Bardi

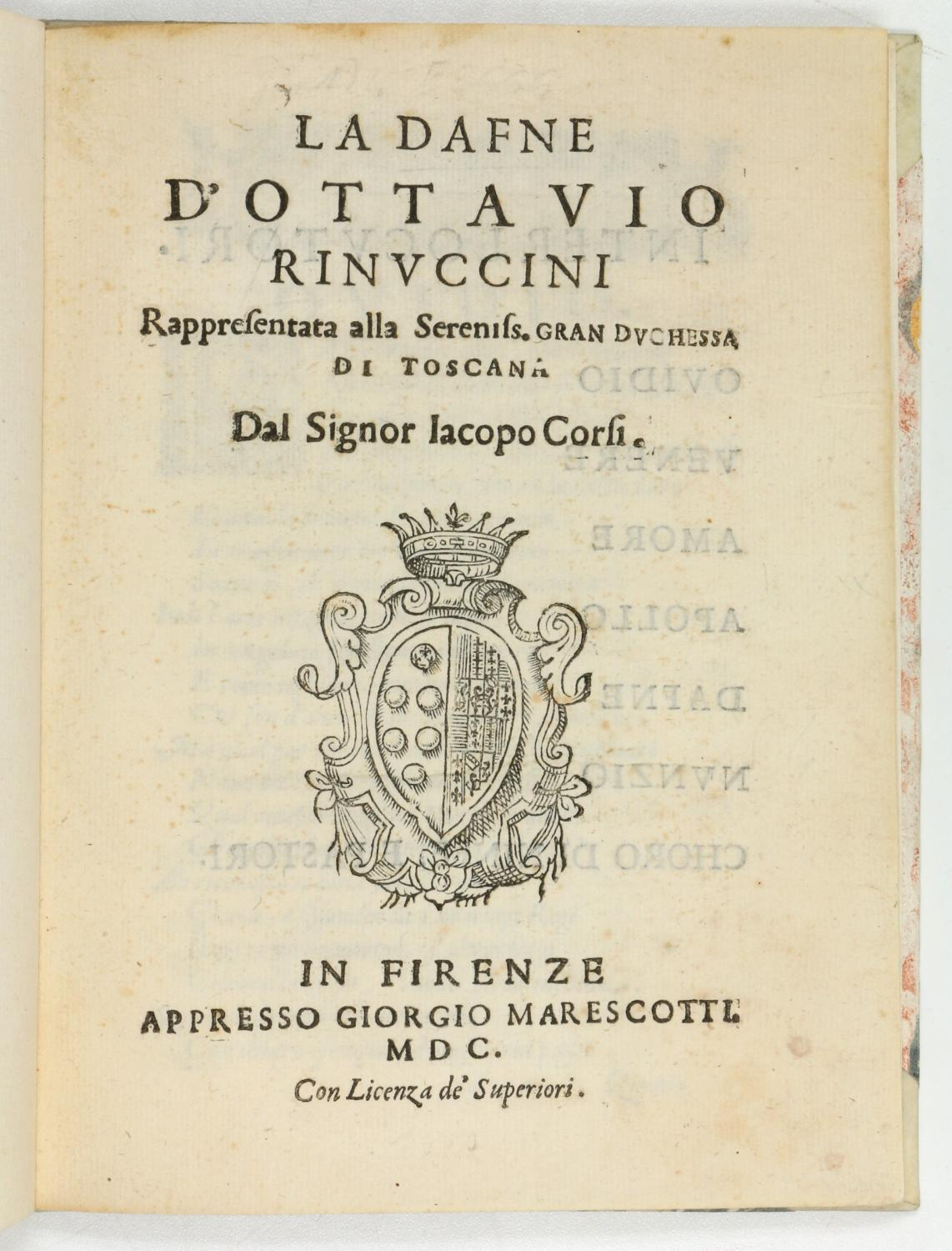
Libreto de la primera ópera, La Dafne (1597), de Jacopo Peri y Ottavio Rinuccini

Giovanni Maria Bardi, conde de Vernio (Florencia, 5 de febrero de 1534–Roma, septiembre de 1612) fue un militar, escritor, poeta, compositor y crítico literario italiano, recordado por ser uno de los promotores del nacimiento de la ópera.

## Biografía
Hijo de Camilo di Filippo y de Argentina di Pier de' Bardi, recibió formación militar y humanista, con conocimientos de griego y latín.
Como militar, estuvo al servicio de Cosme I de Médici, con el que participó en la guerra con Siena (1553-1554) y en la defensa de Malta contra los turcos (1565). Participó con las tropas toscanas que ayudaron al emperador Maximiliano II a proteger las fronteras de Hungría contra los turcos. En 1592, el papa Clemente VIII lo llamó a Roma y le nombró Maestre de Cámara y lugarteniente de la Guardia Suiza. En 1594 participó con las tropas papales que lucharon contra los turcos en los asedios de Esztergom y Visegrád, en Hungría.
El conde Bardi tomó la iniciativa en los años 1570-1580 de reunir en su casa de Florencia un grupo de poetas, músicos y eruditos que discutían sobre arte, música y literatura. Se creó así la llamada Camerata Fiorentina (o Camerata de' Bardi), encaminada al estudio y discusión crítica de las artes, especialmente el drama y la música. Entre los miembros del grupo destacaban Jacopo Peri, Jacopo Corsi, Ottavio Rinuccini, Giulio Caccini, Pietro Strozzi, Girolamo Mei, Emilio de' Cavalieri y Vincenzo Galilei (padre del astrónomo Galileo Galilei).
En el transcurso de sus estudios sobre el teatro de la Antigua Grecia comprobaron que en las representaciones teatrales griegas el texto era cantado a voces individuales. Esta idea les impactó, ya que en su día no existía nada igual, en una época donde casi toda la música cantada era coral (polifonía) y, en casos de voces individuales, se daban solamente en el ámbito religioso. Tuvieron entonces la idea de musicalizar textos dramáticos de carácter profano, lo que germinó en la ópera (opera in musica fue el nombre que le dio la Camerata). Así, uno de los miembros de la Camerata, el compositor Jacopo Peri, creó La Dafne (1597), con libreto de Ottavio Rinuccini. A esta siguió, en 1600, Euridice, de los mismos autores.
Como compositor fue coautor de La Pellegrina. Intermedii 1589, unos intermedios compuestos para la celebración de las bodas de Fernando I de Médici y Cristina de Lorena en 1589, junto con Cristofano Malvezzi, Luca Marenzio, Jacopo Peri, Giulio Caccini, Antonio Anchilei y Emilio de' Cavalieri. También participó en el texto, basado en La peregrina de Girolamo Bargagli, conjuntamente con el propio Bargagli, Giovanni Battista Strozzi, Ottavio Rinuccini y Laura Lucchesini. 
Fue autor de un estudio sobre el calcio florentino —un antecedente del fútbol—: Discorso sopra il giuoco del calcio fiorentino (1580).